# اوترم
اوترم (به انگلیسی: Outram) یک ناحیهٔ شهری در کشور سنگاپور است که در سرشماری سال ۲۰۱۰ میلادی، ۱۹٬۸۵۹ نفر جمعیت داشته‌است.